# Associação Atlética de Águas Santas
A Associação Atlética de Águas Santas é um clube português de andebol sediado na cidade de Maia. Joga no Pavilhão de Águas Santas.
Foi fundado em 1962 e é presença assídua no escalão mais alto do andebol português, tendo já alcançado o terceiro lugar na competição.

## História
Antes da criação do clube em 1962, um grupo de jovens juntava-se em frente ao Mosteiro de Águas Santas e no campo de futebol do Seminário da Consolata onde, entre outras coisas, ia organizando jogos e excursões. É deste grupo de jovens que o clube foi criado de modo informal para satisfazer a intenção de proporcionar aos mais jovens uma oportunidade de prática desportiva e para mostrar o nome da terra. 
Esta equipa, sob o nome de Associação Académica de Águas Santas, acaba por ganhar um torneio disputado na Feira Popular de Ermesinde, incentivando alguns jovens do grupo fundador a formalizar o clube. Assim, em novembro de 1962, uma Direção foi criada, presidida pelo sócio n.º 1 e alma-mater do projeto, Marques Lino, juntamente com um Conselho Fiscal e uma Mesa de Assembleia Geral. Um ano depois, o clube acaba por ser legalizado e formalizado pela Direção Geral dos Desportos com o nome de Associação Atlética de Águas Santas.

## Palmarés
- Taça de Portugal
  - 2001–02
- Campeonato Nacional (II Divisão)   (2)
  - 1998–99
- Campeonato Nacional (III Divisão)   (2)
  - 1995–96